# Coudrecieux
Coudrecieux é uma comuna francesa na região administrativa do País do Loire, no departamento de Sarthe. Estende-se por uma área de 24.27 km². Em 2010 a comuna tinha 624 habitantes (densidade: 25,7 hab./km²).